# بروتكتين
بروتكتين أو CD59 هو بروتين منظم للنظام المناعي التكاملي جملة المتممة
البروتكتين ينظم العملية التكاملية المستخدمة في جهاز المناعة لتحطيم الخلايا الفيروسية من خلال إحداث ثقب بها
وتتم عملية التنظيم هذه من خلال الارتباط بC5b و تثبيط عمل الجزء الأخير من الجهاز التكاملي المكون من C5b,C6,C7,C8,C9
في حالات مرضية معينة يتكون بروتين البروتكتين مفقود لدى المريض مما يجعل العملية التكاملية للجهاز المناعي مستمرة ويؤدي ذلك إلى انحلال خلايا الدم
من تلك الأمراض مرض النوبة الهيموغلوبينية الليلية Paroxysmal Nocturnal Hemoglobinuria